# Family Circle Cup 1992
Il Family Circle Cup 1992 è stato un torneo di tennis giocato sulla terra verde. È stata la 20ª edizione del Family Circle Cup, che fa parte della categoria Tier I nell'ambito del WTA Tour 1992. Si è giocato al Family Circle Tennis Center di Hilton Head negli Stati Uniti dal 30 marzo al 5 aprile 1992.

## Campionesse

### Singolare
Gabriela Sabatini ha battuto in finale  Conchita Martínez con il punteggio di 6–1, 6–4

### Doppio
Arantxa Sánchez Vicario /  Nataša Zvereva hanno battuto in finale  Larisa Neiland-Neiland /  Jana Novotná con il punteggio di 6–4, 6–2